# Mozartband
Die Mozartband ist eine österreichische Band, die Kompositionen von Wolfgang Amadeus Mozart in zeitgenössischem Gewand, d. h. einer Mischung verschiedenartiger Musikstile wie Klassik, Rock, Pop, Jazz, Volksmusik und Ethno präsentiert.

## Geschichte
Die Mozartband wurde im Jahr 1995 von Wolfgang Staribacher gegründet, nachdem sich die Original Alpinkatzen aufgelöst hatten. 1999 hatte man schließlich das erste stabile Line-Up gefunden, nachdem man bereits mit über 70 Instrumentalisten und 30 Sängern zusammengearbeitet hatte. Es folgte die Uraufführung der Produktion „König des Glücks“ für die Wiener Festwochen, eine Bearbeitung der Serenata Il re pastore von Wolfgang Amadeus Mozart, die für großes Aufsehen sorgte.
Im nächsten Jahr begann die Band mit den Arbeiten am ersten Album „Soul“. Das Album erschien allerdings mit einiger Verzögerung erst im Jahr 2002, da die Aufnahmen fast 2 Jahre dauern sollten.
2003 führte die Band beim Tollwood-Festival in München ihre Eigenproduktion „Gauklersonate“ 35 mal vor ausverkauftem Haus auf. Regie bei diesem „artistischen Varieté mit der Mozartband“ führte Alvaro Solar. 2004 folgte mit dem „2.Satz“ eine Fortsetzung, die für das ZDF und 3sat aufgezeichnet wurde.
Im Jahr 2006 kam dann das zweite Album „Volcano Allegre“ auf den Markt, das ähnlich euphorische Kritiken erhielt wie das Debütalbum, welches sich bis dahin über 25.000 mal verkauft hatte.
Seit 2013 konzertiert die Mozartband in der Trio-Besetzung: Yasmine Piruz – Koloratursopran; Wolfgang Staribacher – elektrifiziertes Akkordeon; Markus Perschon – Drums.

## Diskografie
- 2002: Soul
- 2006: Volcano Allegre

## Mitglieder

### Aktuelles Line-Up
- Wolfgang Staribacher – Akkordeon, Hammond B3, Fender Rhodes, Wurlitzer Electric Piano, Cembalo
- Christian Wolf – Tenor (Bluestenor), Gitarre
- Yasmine Piruz – Mezzosopran
- Nici Walde – Fagott
- Toni Burger – Geige, Mandoline
- Andrew Jezek – Bratsche
- Robert Pistracher – Bass
- Yogo Pausch – Percussion
- Markus Perschon – Schlagzeug

### Ehemalige Mitglieder
- Barbara Karolyi – Sopran
- Annette Koch – Mezzosopran
- Vladimir Kacar – Fagott
- Sandra Lawson – E-Bass
- Paul Schneider – Schlagzeug
- Daniela Hennecke – Sopran

### Gastmusiker auf „Soul“
- Lynne Kieran – Alto
- Andreas Gabauer – Zusätzlicher Gesang
- Maria Frodl – Violoncello
- Melissa Coleman – Violoncello
- Heinz Jäger – Kontrabass
- Robert Riegler – E-Bass
- Heinz Jiras – Hohner Clavinet
- Siegfried Haglmo – Diatonisches Akkordeon
- Otmar Klein – Diatonisches Akkordeon
- Krzystof Dobrek – Akkordeon
- Hans Tschiritsch – Tuned glasses & ventilators

### Gastmusiker auf „Volcano Allegre“
- Hans Theessink – Slide-Gitarre
- Maria Weiss – Sopran